# Michel Heinrich
Pour les articles homonymes, voir Heinrich et Michel Heinrich (homonymie).
Michel Heinrich, né le 15 février 1946 à Thann (Haut-Rhin), est un homme politique français.

## Biographie
Il est pharmacien de profession.
Entre 1989 et 1997, il est premier adjoint de Philippe Séguin à la mairie d’Épinal. Il succède à celui-ci en 1997 à la tête de la mairie, où il est constamment réélu depuis. Il participe notamment à la création du festival littéraire annuel Les Imaginales[réf. nécessaire], qui devient rapidement un des premiers festivals internationaux de littérature de l'imaginaire. Il est également président de la communauté d'agglomération d'Épinal depuis 2013[réf. souhaitée].
Il est élu député UMP dans la première circonscription des Vosges en 2002, succédant là-encore à Philippe Séguin. Il est réélu député en 2007 avec 53,2 % des voix au premier tour, puis en 2012, avec 56,7 % des voix au second tour,. Anticipant l’entrée en vigueur de la loi sur le non-cumul des mandats, il ne se représente pas en 2017.
Il soutient François Fillon au congrès de l’UMP de 2012 et à la primaire de la droite de 2016.

## Détail des mandats et fonctions

### Au niveau national
- 19 juin 2002 - 20 juin 2017 : député pour la première circonscription des Vosges
- Depuis 2010 : Président de la Fédération nationale des SCoT (Schéma de Cohérence Territoriale)

### Au niveau local
- depuis le 14 mars 1983 : membre du conseil municipal d'Épinal (Vosges)
- 20 mars 1989 - 8 novembre 1997 : adjoint au maire d'Épinal
- 9 novembre 1997 - 4 juillet 2020 : maire d'Épinal
- depuis 2003 : président du schéma de cohérence territoriale des Vosges centrales
- depuis le 8 juillet 2013 : président de la communauté d'agglomération d'Épinal
- depuis le 4 juillet 2020 : conseiller municipal d'Épinal
- de 2020 à 2022 : président du pôle métropolitain du Sillon Lorrain

Michel Heinrich est également PDG de la chaîne télévisée Images Plus de 2008 à 2010, et président de la SEM de développement économique et d'aménagement d'Épinal-Golbey, société actionnaire de plusieurs entreprises dont la holding de reprise de l'Imagerie d'Épinal en 2014[réf. souhaitée].

## Source
- Le Grand livre des élus vosgiens, 1796-2003, de Bertrand Munier (préface de Robert Chambeiron, ancien bras droit de Jean Moulin et ancien député), Éditions Gérard Louis